# Sinaptobrevina
Le sinaptobrevine sono piccole proteine integrali di membrana delle vescicole sinaptiche, con peso molecolare di 18 kilodalton (kDa).
La sinaptobrevina è una delle proteine SNARE coinvolte nella formazione dei complessi SNARE.
È bersaglio delle esotossine sia botulinica che tetanica, quindi coinvolta nell'insorgenza delle rispettive patologie. 